# زاباتا إسبينوزا
زاباتا إسبينوزا (بالإنجليزية: Zapata Espinoza)‏ هو صحفي أمريكي، ولد في 12 مارس 1960.